# Точка Фейербаха
Точка Фейербаха (Теорема Фейербаха) — точка касания вписанной окружности к окружности девяти точек треугольника.
Точка Фейербаха является касательной точкой треугольника, что означает то, что её определение не зависит от расположения и размеров треугольника.
Точка внесена с кодом X(11) в  энциклопедию центров треугольника Кларка Кимберлинга и названа именем Карла Вильгельма Фейербаха.
Теорема Фейербаха утверждает, что окружность девяти точек касается трёх вневписанных окружностей треугольника, а также его вписанной окружности.
Опубликована Фейербахом в 1822 году.
Очень короткое доказательство данной теоремы базируется на теореме Кейси о внешних касательных к четырём окружностям, которые не пересекаются друг с другом и касаются пятой окружности, находясь внутри неё.
Теорема Фейербаха использовалась также как тестовый случай для автоматического доказательства.
Три точки касания вневписанных окружностей образуют так называемый треугольник Фейербаха данного треугольника.

## Построение
Вписанная окружность треугольника ABC — это окружность, касающаяся всех трёх сторон треугольника.
Её центр — точка пересечения трёх биссектрис треугольника.
Окружность девяти точек определяется для треугольника и называется так, поскольку проходит через девять примечательных точек треугольника, среди которых наиболее простыми по построению являются середины сторон треугольника.
Окружность девяти точек проходит через эти три середины сторон.
Таким образом, это описанная окружность серединного треугольника.
Эти две окружности встречаются в одной точке, где касаются друг друга.
Эта точка касания является точкой Фейербаха треугольника.
Кроме вписанной окружности треугольника с ним связаны три другие, вневписанные окружности.
Это окружности, которые касаются трёх продолжений сторон треугольника.
Каждая вневписанная окружность касается одной стороны треугольника с внешней стороны и двух продолжений других сторон.
Подобно вписанной окружности, вневписанные окружности касаются окружности девяти точек.
Их точки касания с окружностью девяти точек  образует треугольник Фейербаха.

## Свойства
Точка Фейербаха лежит на прямой, проходящей через центры окружностей, которые и определяют эту точку. Этими центрами являются центр вписанной окружности и центр окружности девяти точек треугольника.
Пусть {\displaystyle x}, {\displaystyle y} и {\displaystyle z} будут тремя расстояниями от точки Фейербаха до вершин серединного треугольника (середины сторон BC=a, CA=b и AB=c исходного треугольника).
Тогда:
{\displaystyle x+y+z=2\max(x,y,z),}
или, что эквивалентно, наибольшее из трёх расстояний равно сумме двух других.
В частности, мы имеем 
{\displaystyle x={\frac {R}{2OI}}|b-c|,\,y={\frac {R}{2OI}}|c-a|,z={\frac {R}{2OI}}|a-b|,}
где  O является центром описанной окружности треугольника, а I является его центром вписанной окружности.
Последнее свойство также верно для точек касания любых вневписанных окружностей с окружностью девяти точек: наибольшее расстояние от этой точки касания до середины стороны исходного треугольника равно сумме расстояний до двух других середин сторон.
Если вписанная в треугольник ABC окружность касается сторон BC, CA, AB в точках  X, Y и Z соответственно, а серединами этих сторон являются точки P, Q и R, то с точкой Фейербаха F треугольники FPX, FQY и  FRZ подобны треугольникам AOI, BOI, COI соответственно.
Из теоремы Фейербаха следует, что точка Фейербаха лежит на окружностях описанных около:
1. середин сторон треугольника;
2. оснований высот;
3. точек касания вписанной окружности, — но из теоремы Емельяновых следует также, что эта точка лежит на;
4. окружности, описанной около оснований биссектрис;
5. окружности описанной около точек касания вневписанных окружностей со сторонами треугольника[11].

### Точка Фейербаха и прямые Симсона
Точка Фейербаха для данной вписанной или вневписанной окружности (трёхкасательная окружность от англ. A tritangent circle)  является точкой пересечения 2 прямых Симсона, построенных для концов диаметра описанной окружности, проходящего через соответствующий центр вписанной или вневписанной окружности. Таким образом, точка Фейербаха может быть построена без использования соответствующей вписанной или вневписанной окружности и касающейся ее окружности Эйлера.

### Точки Фейербаха как ортополюсы
В англоязычной литературе 4 центра 4 окружностей: 1 вписанной и 3 вневписанных окружностей с центрами соответственно {\displaystyle I,J_{A},J_{B},J_{C}}, касающиеся соответственно 3 разных сторон {\displaystyle a,b,c} треугольника или их продолжений, - называют 4 трёхкасательными центрами треугольника (англ. the tritangent centers).
Это замечание важно для следующего утверждения: "Точки Фейербаха треугольника являются ортополюсами данного треугольника, если в качестве прямых ℓ для этих ортополюсов  взяты диаметры описанной окружности, проходящие через соответствующие трёхкасательные центры".

## Координаты
- Трилинейные координаты точки Фейербаха равны:[2]

{\displaystyle 1-\cos(B-C):1-\cos(C-A):1-\cos(A-B).}
Её барицентрические координаты равны:
{\displaystyle (s-a)(b-c)^{2}:(s-b)(c-a)^{2}:(s-c)(a-b)^{2},}
где s — полупериметр (a+b+c)/2 треугольника.
- Комплексные координаты точки Фейербаха равны:[2]

{\displaystyle {\frac {pq+pr+qr}{p+q+r}}},
за единичную окружность принимается вписанная окружность треугольника, а {\displaystyle p,q,r} — точки касания её со сторонами.
- Три прямые из вершин исходного треугольника через соответствующие вершины треугольника Фейербаха пересекаются в другой замечательной точке треугольника, перечисленной под номером X(12) в энциклопедии замечательных точек треугольника. Её трилинейные координаты равны[2]:
{\displaystyle 1+\cos(B-C):1+\cos(C-A):1+\cos(A-B).}[2]